# Drahanská Vysočina
Drahanská Vysočina är ett högland i Tjeckien.   Det ligger i regionen Södra Mähren, i den östra delen av landet, 200 km öster om huvudstaden Prag.